# Höhle des Euripides

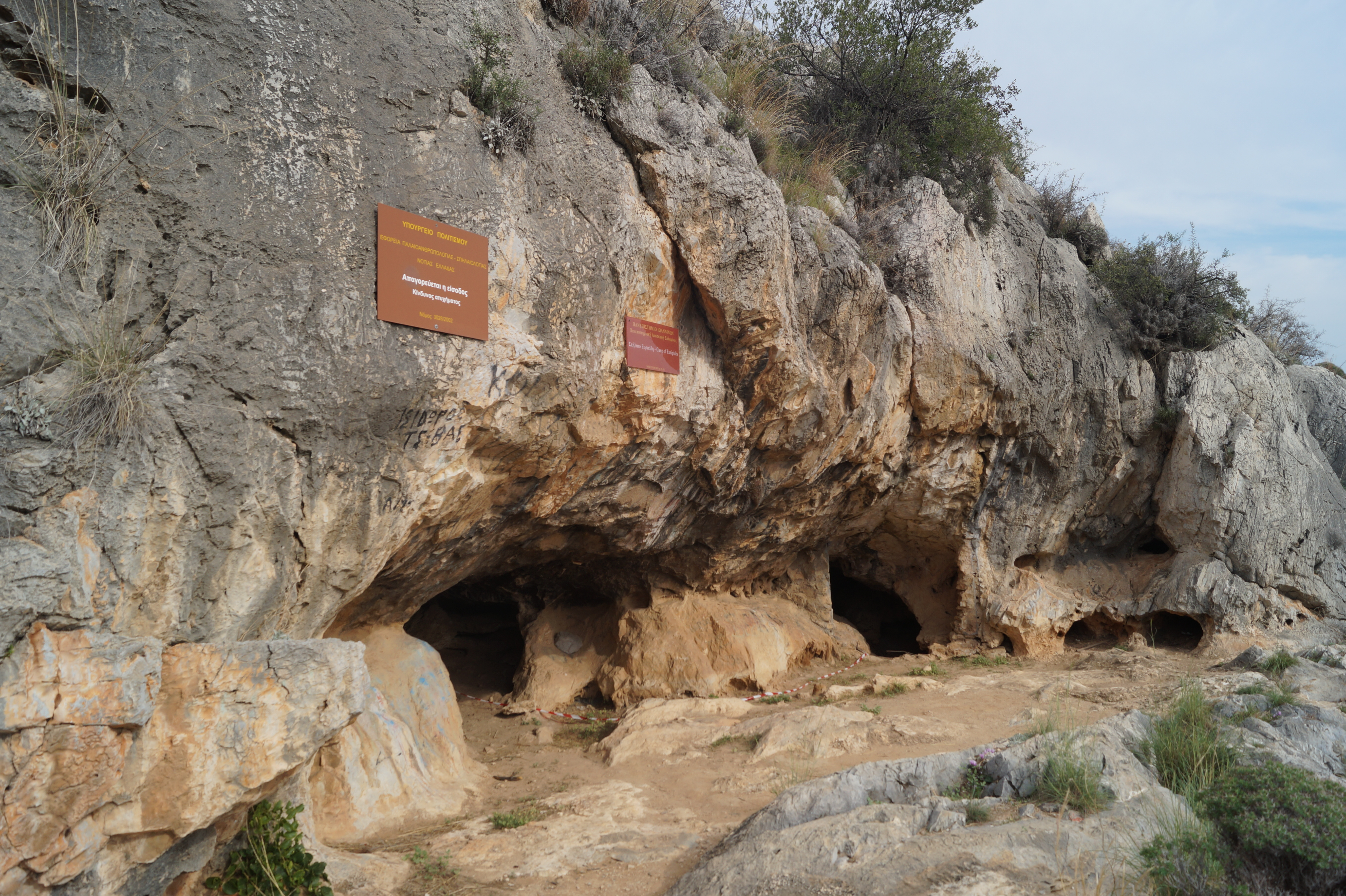
Die beiden Eingänge zur Höhle des Euripides

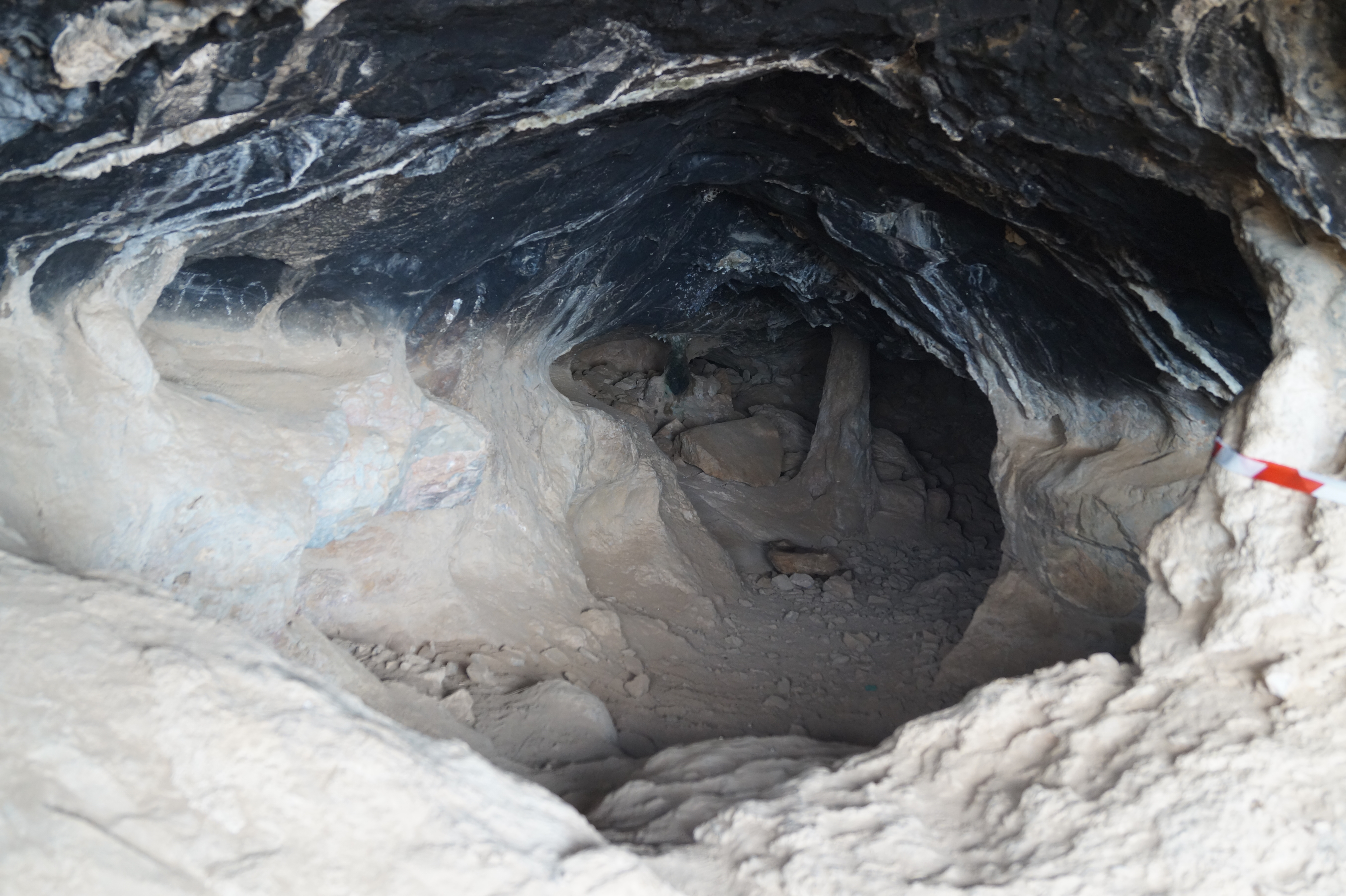
Blick ins Innere der westlichen Höhle des Euripides

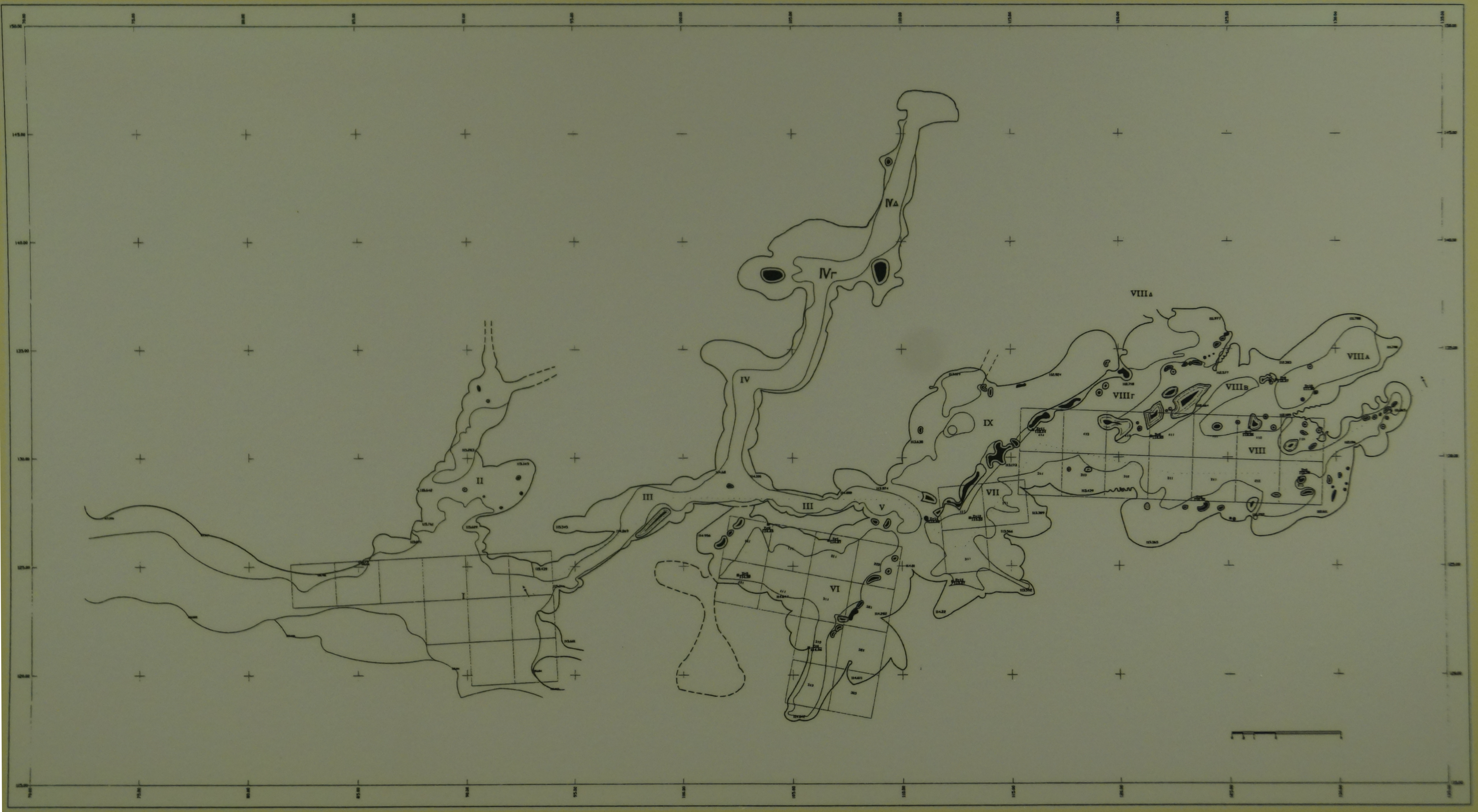
Plan der Höhle des Euripides

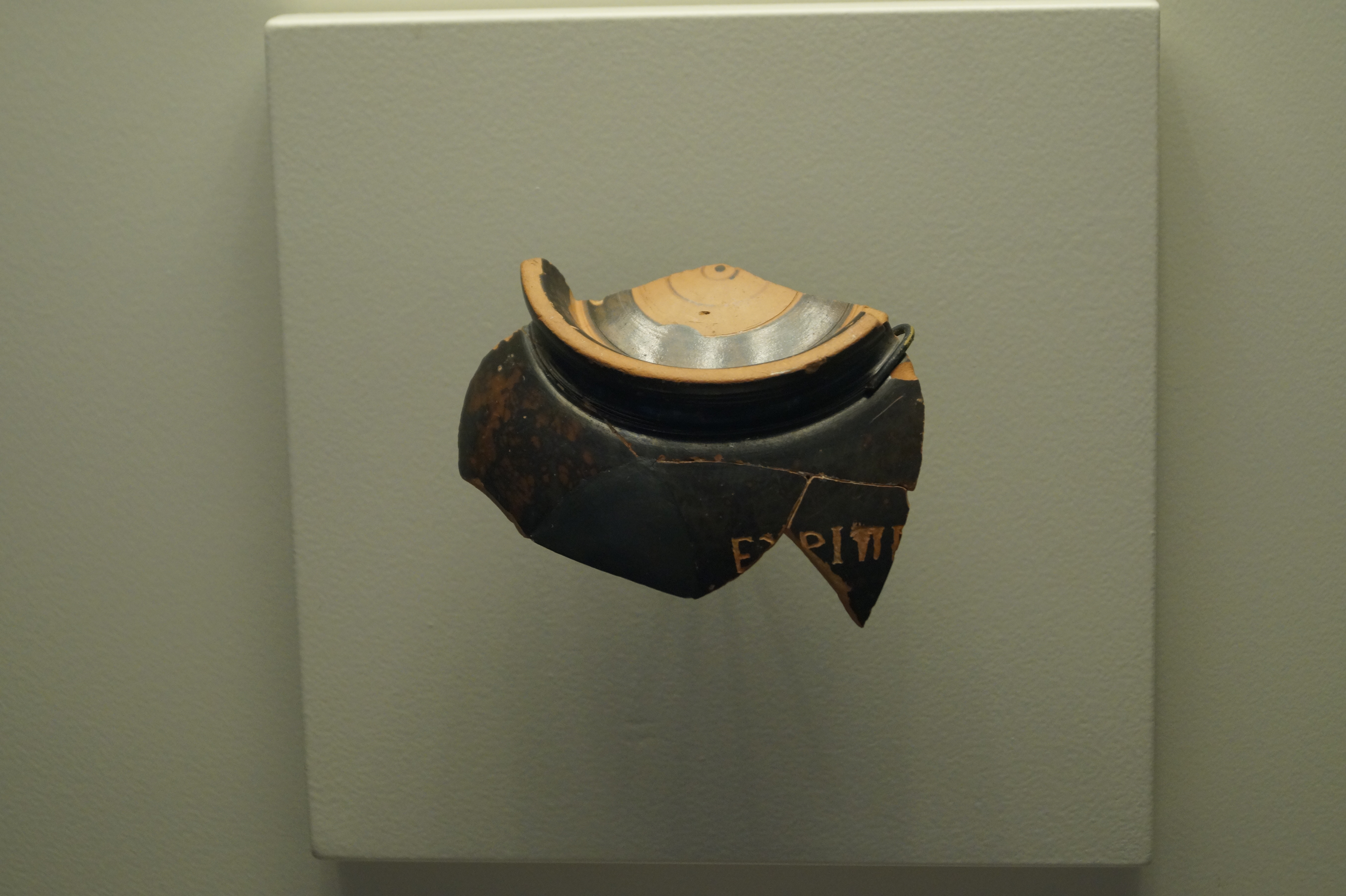
Beschrifteter Skyphos

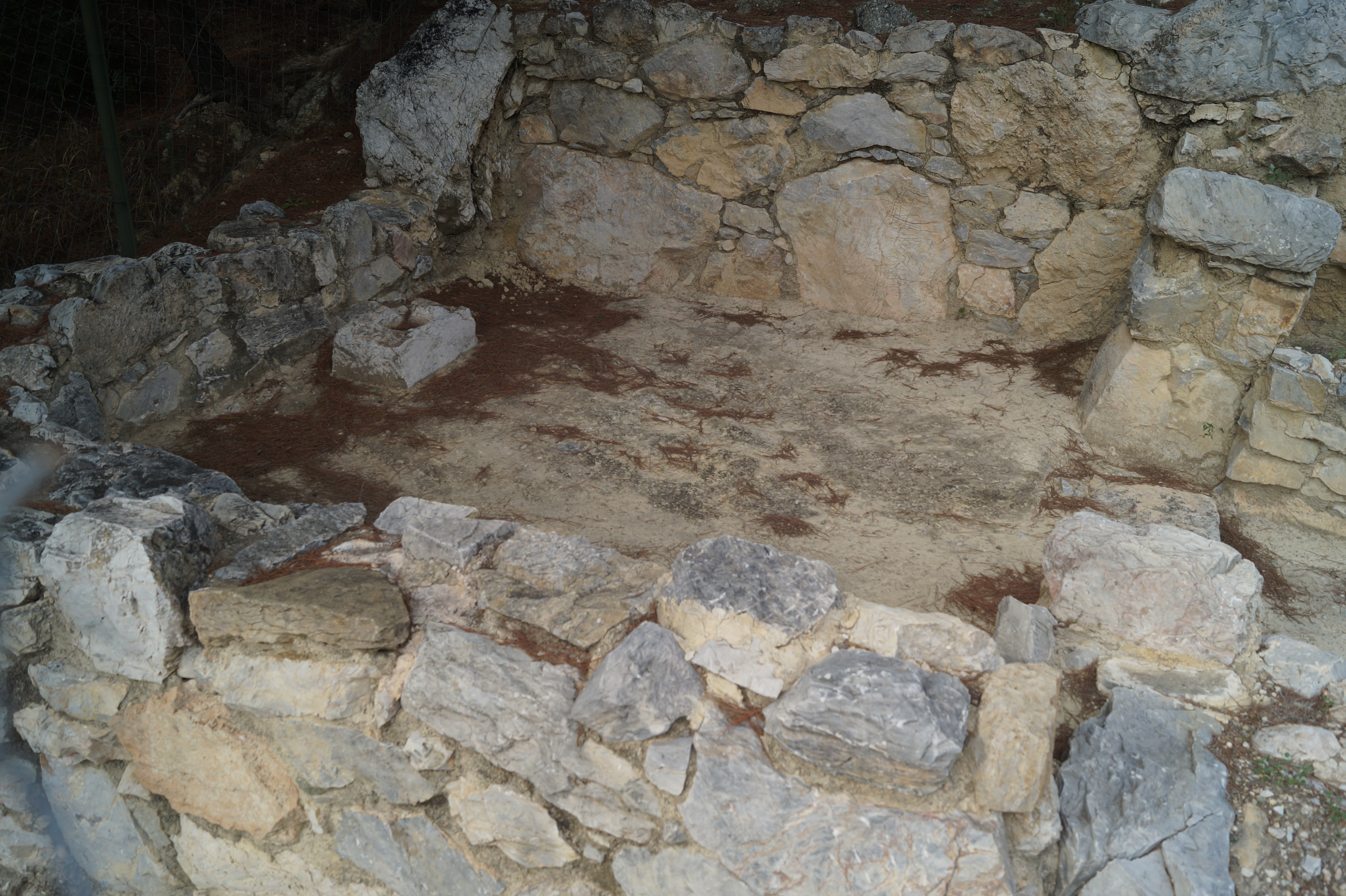
Rechteckiger Schrein des Dionysos-Heiligtums

Die Höhle des Euripides (griechisch Σπήλαιο του Ευριπίδη) ist eine Höhle beim Ort Peristeria im Süden der Insel Salamis.

## Erforschung
Von 1994 bis 1997 führten Archäologen von der Universität Ioannina unter Leitung von Giannos G. Lolos hier Ausgrabungen durch. Am 10. Januar 1997 entdeckte man in der Höhle den Unterteil eines schwarz glasierten Skyphos. Er trägt die ersten sechs griechischen Buchstaben „ΕΥΡΙΠΠ“ des Namens Euripides. Während das Gefäß in die Zeit um 430–420 v. Chr., also zu Lebzeiten des Euripides, datiert wird, stammt die Inschrift aus dem ersten bis dritten nachchristlichen Jahrhundert. Dies deutet darauf hin, dass hier die Höhle lag, in die sich Euripides zurückgezogen haben soll, um Dramen zu schreiben. Aulus Gellius, der im 2. Jahrhundert die Höhle besuchte, berichtet, dass Philochoros in einem heute verlorenen Werk die Höhle als „ungemütlich und schrecklich“ bezeichnete. Satyros von Kallatis sagt, dass sich die Höhle, in der Euripides seine Werke verfasste, zum Meer hin öffnete. Das Werk Der bekränzte Hippolytos soll er in der Höhle geschrieben haben. 1998–2000 wurde das Dionysos-Heiligtum ausgegraben. Die Funde sind im Archäologischen Museum Salamis ausgestellt.

## Beschreibung
Die Höhle liegt auf 115 m Höhe und der Eingang öffnet sich zu einem Vorplatz, von dem man einen schönen Ausblick auf das Meer und die Insel Ägina hat. Man erreicht die Höhle von der Uferstraße über die Straße Evripidou. An deren Ende führt ein Feldweg nach etwa 250 m zu einer Quelle, an der man die Überreste eines einfachen Dionysos-Heiligtums fand. Südlich einer Stützmauer fand man einen rechteckigen Schrein, einen Kultplatz mit Bänken und ein Wasserbecken. Anhand der Funde, unter denen sich die rechte Hand einer Dionysos-Statue, Phalli, schwarz glasierte Kantharoi und gestempelte Deckel von Bienenkörben befanden, wird vermutet, dass hier im dritten und zweiten Jahrhundert v. Chr. neben Dionysos auch Euripides verehrt wurde.
Nach weiteren 100 m erreicht man den Eingang zur Höhle, der heute durch eine Stahltür gesichert ist. Durch den niedrigen Eingang gelangt man in die etwa 47 m lange Höhle. Zum Teil gewundene Passagen verbinden die einzelnen Kammern. Sie wurde von den Archäologen in zehn Teile, die mit römischen Zahlen von I bis X bezeichnet werden, eingeteilt.

## Geschichte
In der Spätneolithischen Zeit (5.300–4.300 v. Chr.) wurde die Höhle als Kultplatz genutzt. Aus dieser Zeit wurden unter anderem Tongefäße und Pfeilspitzen aus Obsidian und Feuerstein gefunden. Vor allem die große Kammer VIII wurde während der Späthelladischen Zeit (SH II–IIIB; 14. bis frühes 12. Jahrhundert v. Chr.) als Begräbnisort verwendet. Typische Grabbeigaben waren dekorierte Tongefäße, Schmuck und Bronzegegenstände. Die nächste Nutzungsphase beginnt zur Klassischen Zeit im 5. Jahrhundert v. Chr. Aus dieser Zeit stammen schwarz glasierte und Rotfigurige Keramik. In der folgenden hellenistischen und römischen Zeit scheint sich die Höhle zu einer Touristenattraktion und einem Pilgerort gewandelt zu haben. Als Opfergaben hinterließen Besucher silberne Ohrringe, Ringe und Glasperlen. An einer Engstelle im Korridor IV D fand man einen Hort bestehend aus 39 Silbermünzen des Gallienus und seiner Frau Salonina. Er wurde wahrscheinlich beim Goteneinfall im Jahre 267/8 n. Chr. hier versteckt. Die letzte Nutzung der Höhle erfolgte zur fränkischen Zeit (13.–14. Jahrhundert). Sie diente als Fluchtort und man fand verstreute Silberhorte in den Kammern VI und VIII.